# Тетрахлорметан
Тетрахлорид углерода (четырёххло́ристый углеро́д, фрео́н-10, асорди́н, хладо́н-10) — хлорорганическое соединение с химической формулой CCl4, галогеноалкан, бесцветная тяжёлая жидкость, по запаху напоминающая хлороформ (при сравнительно высокой концентрации имеет неприятный запах хлора). Негорюч и невзрывоопасен. Плохо растворяется в воде, смешивается с большинством органических растворителей.
Неагрессивен по отношению к алюминию и нержавеющей стали. Токсичен, токсичность выражена существенно сильнее, чем у гомологичного тетрафторметана.

## Свойства
Тяжёлая бесцветная жидкость, имеющая резкий сладковатый запах. Молярная масса составляет 153,83 г/моль, плавится при −22,96 °C, кипит при 76,7 °C. Образует азеотроп с водой, в котором его содержится 95,9 %, имеющий температуру кипения 66 °C.
Тетрахлорметан химически инертен и не реагирует с воздухом, устойчив к воздействию света. При нагревании с водой до 250 °C происходит гидролиз: при недостатке воды образуется фосген, при избытке — хлор. В условиях нагрева до 500 °C превращается в смесь тетрахлорэтилена и гексахлорэтана с выделением свободного хлора.
При окислении кислородом на никелевом катализаторе при 250 °С превращается в фосген:
{\displaystyle {\ce {2CCl4 + O2 -> 2COCl2 + 2Cl2}}}
Не реагирует с концентрированной серной кислотой, но взаимодействует с олеумом с образованием фосгена. Может быть восстановлен до хлороформа цинком и до метана металлами восьмой группы.
Гидролизуется водой при комнатной температуре в присутствии катализатора (Fe):
{\displaystyle {\ce {CCl4 + 2H2O -> CO2 + 4HCl}}}
В кипящей концентрированной щёлочи превращается в две соли — карбонат и хлорид:
{\displaystyle {\ce {CCl4 + 6NaOH -> Na2CO3 + 4NaCl + 3H2O}}}
В реакции с галогенидами (бромидом или иодидом) алюминия происходит обмен галогенами — основной способ получения тетрабромметана и тетраиодметана:
{\displaystyle {\ce {3CCl4 + 4AlX3 -> 4AlCl3 + 3CX4}}}

## Получение
В промышленности тетрахлорметан производят хлорированием, например, метана или хлорметана, нагревая их смесь с хлором до температуры 400—500 °C. При этой температуре происходит серия химических реакций, постепенно превращающих метан или метилхлорид в соединения с большим содержанием хлора:
{\displaystyle {\mathsf {CH_{4}+Cl_{2}\rightarrow CH_{3}Cl+HCl}}}
{\displaystyle {\mathsf {CH_{3}Cl+Cl_{2}\rightarrow CH_{2}Cl_{2}+HCl}}}
{\displaystyle {\mathsf {CH_{2}Cl_{2}+Cl_{2}\rightarrow CHCl_{3}+HCl}}}
{\displaystyle {\mathsf {CHCl_{3}+Cl_{2}\rightarrow CCl_{4}+HCl}}}
Общая реакция:
{\displaystyle {\mathsf {CH_{4}+4Cl_{2}\rightarrow CCl_{4}+4HCl}}}
Результатом процесса является смесь, состоящая из метилхлорида, дихлорметана, хлороформа и тетрахлорметана. Разделение веществ осуществляется ректификацией.

## Основные сферы использования
Применяется как растворитель (жиров, смол, каучука и др.), для получения фреонов. С переменным успехом применялся как экстрагент, а также в медицинской практике.
Тетрахлорметан квалификации «эвс» используется для анализа водных сред на нефтепродукты методом инфракрасной спектроскопии.
Тетрахлорметан с 1930-х годов широко использовался в качестве наполнителя ручных и стационарных огнетушителей для военной, авиационной и другой техники (так называемый «тетрахлорный огнетушитель», в том числе с ручным приводом насоса), особенно до широкого распространения углекислотных, фреоновых и порошковых систем. Пары́ и продукты разложения тетрахлоруглерода не поддерживают горения, как тушащий агент он имеет много достоинств: жидкий при нормальных условиях, легко испаряется, при этом значительно охлаждая зону горения, неэлектропроводен, не требует для хранения сосудов высокого давления, не вызывает коррозии медных и лужёных сосудов, относительно инертен к обрабатываемым поверхностям (для использования в холодное время требуется добавка низкозамерзающих растворителей). Однако из-за токсичности продуктов разложения в гражданских системах применения не получил. Ручное тушение пожара в машине или в военной технике требовалось выполнять в противогазах — при попадании тетрахлоруглерода на горячие поверхности происходила химическая реакция частичного замещения хлора атмосферным кислородом с образованием фосгена — сильнодействующего ядовитого вещества удушающего действия.
Ранее применялся в качестве хладагента, но был запрещён к использованию для этой цели Монреальским протоколом 1987 года из-за разрушающего воздействия на озоновый слой.

## Безопасность
При высоких температурах на воздухе он разлагается или горит, образуя ядовитый фосген. Это было распространённой проблемой, когда четырёххлористый углерод использовался в качестве огнетушителя и сообщалось о смертях, вызванных его превращением в фосген.
Четырёххлористый углерод предположительно является канцерогеном для человека, но достаточных доказательств его канцерогенности для человека нет. Всемирная организация здравоохранения сообщает, что четыреххлористый углерод может вызывать гепатоцеллюлярную карциному (гепатомы) у мышей и крыс. Дозы, вызывающие опухоли печени у мышей и крыс, выше, чем дозы, вызывающие клеточную токсичность. Международное агентство по изучению рака (МАИР) отнесло это соединение к группе 2B, «возможно канцерогенное для человека».
Тетрахлорметан является одним из самых сильнодействующих гепатотоксинов (ядов для печени), настолько сильнодействующих, что он широко используется в научных исследованиях для оценки гепатопротекторных средств. Воздействие высоких концентраций тетрахлорметана (в том числе паров) может повлиять на центральную нервную систему и привести к дегенерации печени и почек, а длительное воздействие может привести к коме или смерти. Хроническое воздействие тетрахлорметана может вызвать поражение печени и почек, а также привести к раку.
Употребление алкоголя усиливает токсическое действие тетрахлорметана и может вызвать более серьёзные повреждения органов, такие как острая почечная недостаточность, у людей, злоупотребляющих алкоголем. Дозы, которые могут вызвать лёгкое отравление у тех, кто не употребляет алкоголь, могут быть смертельными для тех, кто злоупотребляет алкоголем.
Воздействие тетрахлорметана на здоровье человека и окружающую среду было оценено в рамках REACH в 2012 году в контексте оценки этого вещества во Франции.
В 2008 году исследование распространённых чистящих средств выявило наличие тетрахлорметана в «очень высоких концентрациях» (до 101 мг/м3) в результате смешивания производителями поверхностно-активных веществ или мыла с гипохлоритом натрия (отбеливателем).
Тетрахлорметан также является озоноразрушающим веществом и парниковым газом. Однако с 1992 года его концентрация в атмосфере снижается по причинам, описанным выше (см. графики концентрации в атмосфере в галерее). CCl4 имеет время жизни в атмосфере 85 лет.

## Галерея

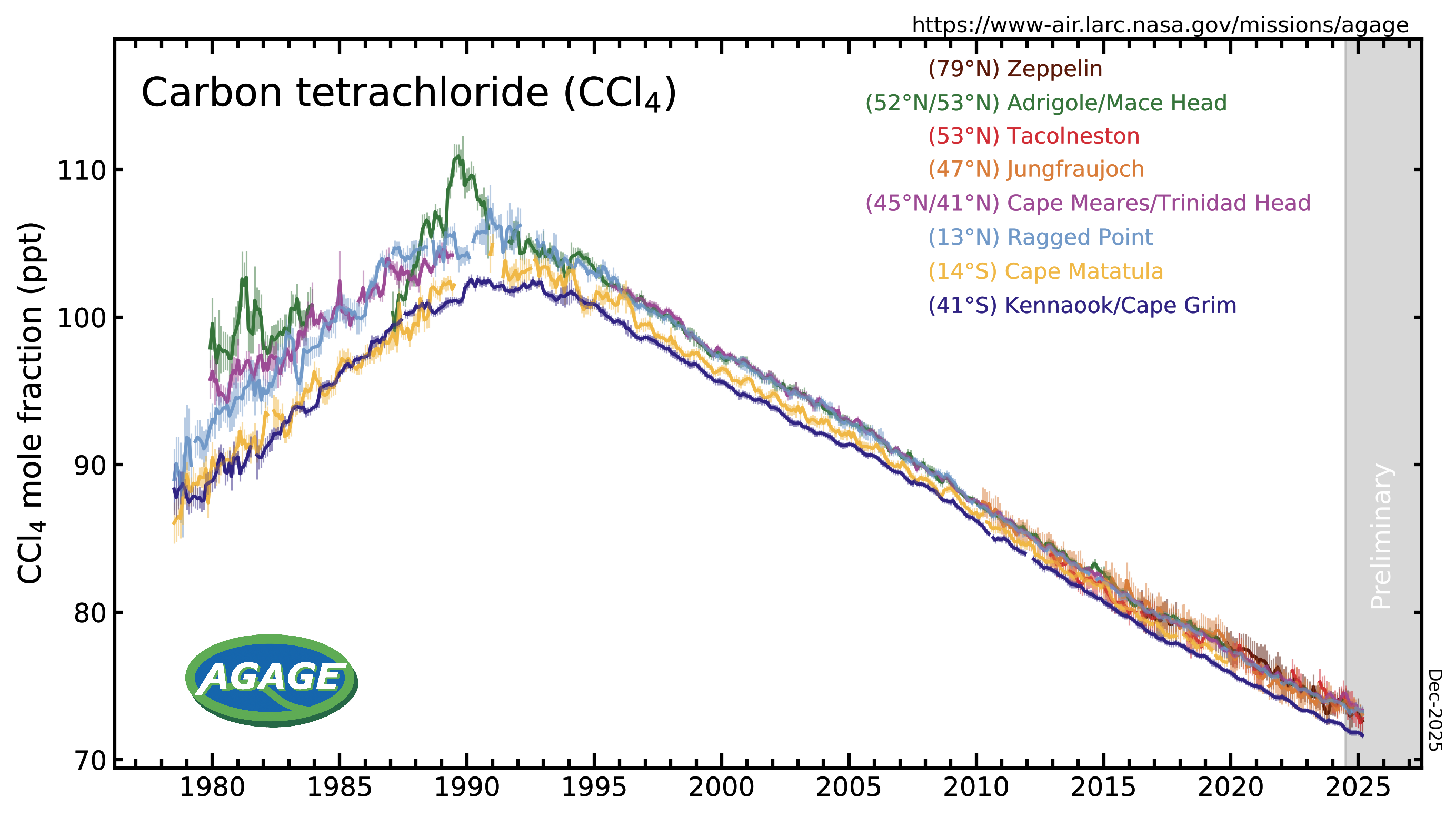
CCl4 был измерён в рамках Advanced Global Atmospheric Gases Experiment (AGAGE) в нижних слоях атмосферы (тропосфере) на станциях по всему миру. Распространенность представлена в виде среднемесячных молевых долей без загрязнения в частях на триллион
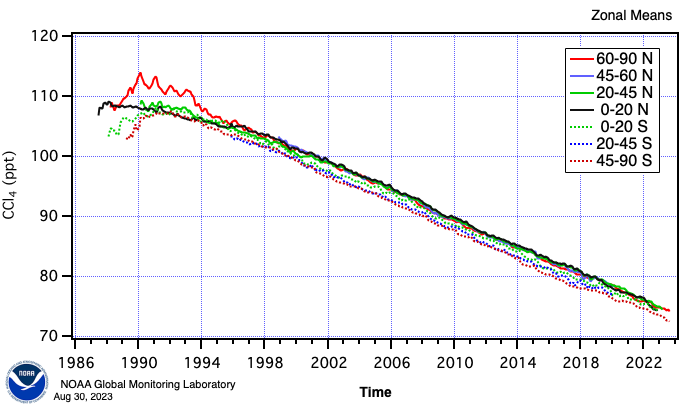
Средние концентрации CCl4 в масштабах полушария и в глобальном масштабе (NOAA/ESRL).
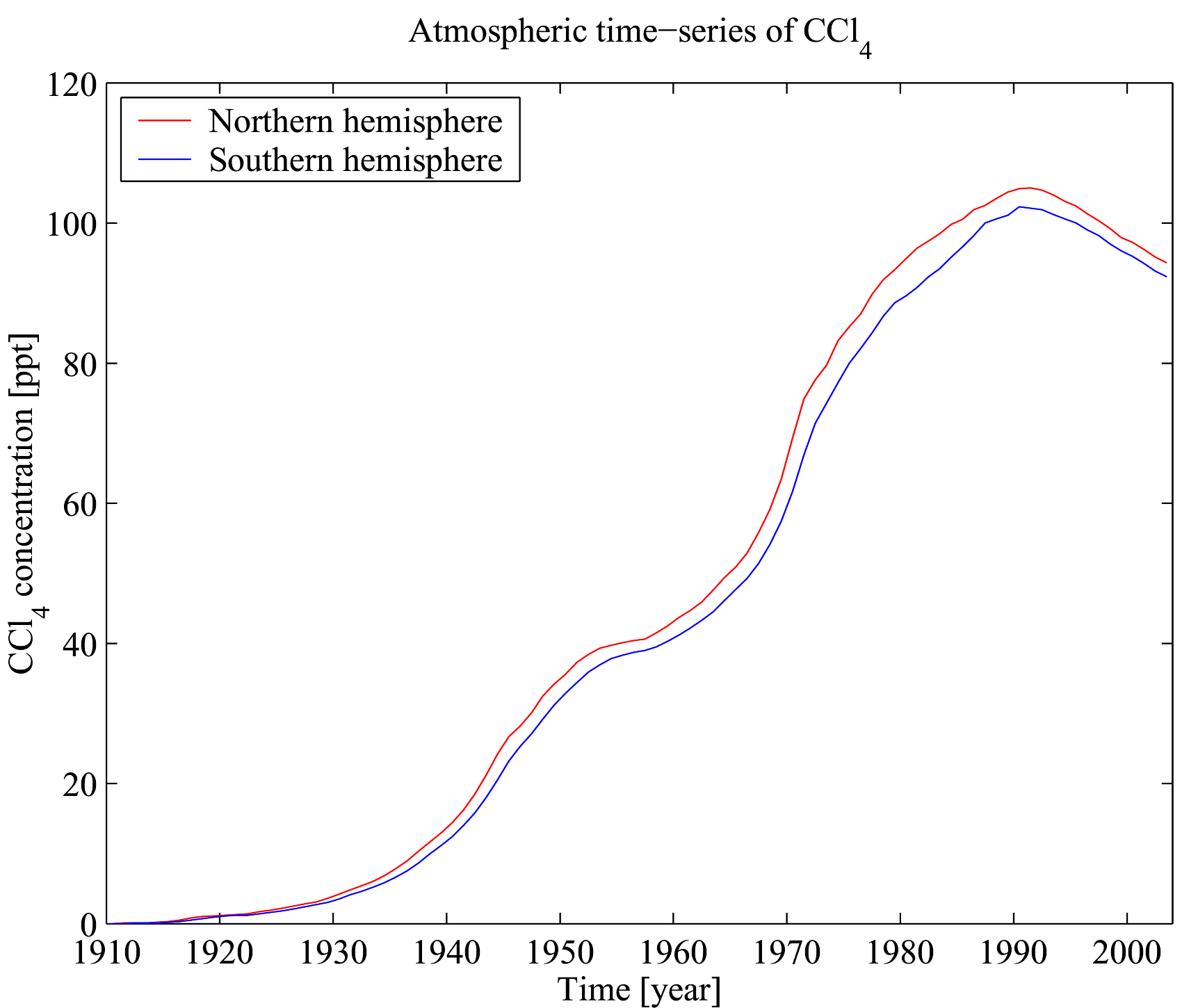
Временные ряды атмосферных концентраций CCl4 (Walker et al., 2000).